# Palazzo comunale (Bracciano)
Il palazzo comunale è un edificio sito a Bracciano in Piazza IV novembre (anche chiamata dai residenti "Piazza del Comune"). Costruito fra il 1619 e il 1636, fu restaurato varie volte nel corso del '700 per via di alcuni errori in fase di costruzione.

## Storia
Il palazzo fu ultimato nel 1636 e da allora è usato come sede della comunità. Il progetto della facciata, ultimata nel 1630, fu affidato a Orazio Torriani. Lo stesso Torriani fece costruire alla destra del palazzo comunale un edificio, che userà poi come abitazione. L'aspetto del palazzo fu modificato nel 1770 da Antonio Asprucci per far fronte ai problemi di stabilità che la costruzione aveva sin dalla sua ultimazione. L'edificio, intorno al XVII Secolo, ospitava oltre al comune anche una scuola, i granai e un teatro, costruito per volontà di Livio Odescalchi.